# Michael Silberbauer
Michael Silberbauer (Støvring, 7 luglio 1981) è un allenatore di calcio ed ex calciatore danese, di ruolo centrocampista.

## Palmarès

### Club

#### Competizioni nazionali
- Campionato danese: 3

Copenaghen: 2003-2004, 2005-2006, 2006-2007

#### Competizioni internazionali
- Royal League: 1

Copenaghen: 2005-2006